# 塔菲別霍縣

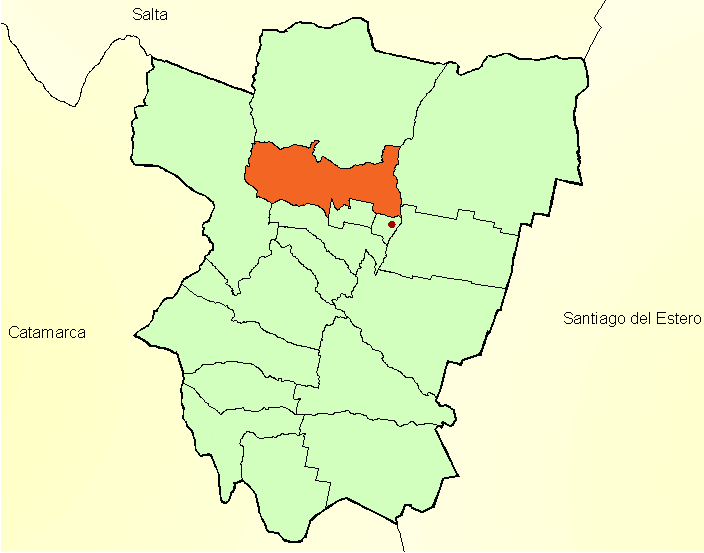

26°44′4″S 65°15′33″W / 26.73444°S 65.25917°W
塔菲別霍縣（西班牙語：Departamento Tafí Viejo），是阿根廷的縣份，位於該國西北部圖庫曼省，首府設於塔菲別霍，面積1,210平方公里，2010年人口121,638，人口密度每平方公里100.53人。